# 花 (オム・ジョンファのアルバム)
花（ファ）はオム・ジョンファ の7枚目のオリジナルアルバム。2001年10月31日にCREAM ENTERTAINMENTよりリリースされた。

## 解説
- カリスマの女王に扮した前作からは一転、レトロな雰囲気を前面に出し、落ち着いたバラード調の曲が多い。
- 活動曲の「タガラ（みんな行って）」は反響が良く、ケーブルテレビの音楽チャートでは1位、地上波の音楽チャートでも1位候補となった。
- 「タガラ（みんな行って）」では「ヘップバーンスタイル」をキーワードに、「ローマの休日」でのオードリー・ヘップバーンをイメージした前髪を短く切りそろえたヘアスタイルで登場し、話題を集めた。
- アルバムリリースの直前、2001年8月にCNNのインタビュー番組「Talk Asia」に、キム・ゴンモと共に韓国代表歌手として出演した。
- カリスマの女王に扮した前作からは一転、レトロな雰囲気を前面に出し、落ち着いたバラード調の曲が多い。
- ミニ写真集が付属している。写真には韓国のファンクラブメンバーがエキストラとして出演している。
- CDをパソコンで再生すると、スクリーンセーバーをインストールすることが出来る。

## 収録曲
1. All I wanna do
2. ケンチャナヨ
2曲目の活動曲。キム・ゴンモが特別参加している。
3. タガラ（みんな行って）
1曲目の活動曲。
4. あなたの胸に抱かれたまま
3曲目の活動曲。
5. いつもそうしていたように
6. Grey
7. Moonlight
8. 罪と罰
9. どうすることもできないこと
10. 白い祈り
11. GoodBye
12. まだ…
13. Lalalala
14. あなたの胸に抱かれたまま（MR）